# Три грації (Рафаель)
«Три грації» — один із ранніх творів італійського художника доби Відродження Рафаеля, як вважають, написаний близько 1504 року. 

## Опис та інтерпретація
На картині зображені три Грації: Цнота, Врода і Любов — кожна тримає в руці досконалу золоту кулю, як символ досконалості. Іноді кулі інтерпретується, як золоті яблука, які Геракл у своєму 11 подвигу мав був одержати із саду Гесперид.

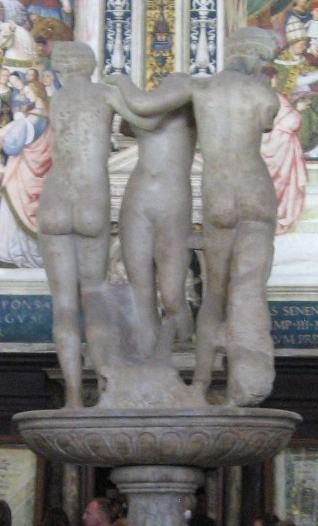
Скульптура «Три грації» в бібліотеці Пікколоміні

Група фігур трьох Грацій заснована на римській скульптурі родини Пікколоміні, який у 1502 році перевіз її зі свого римського палацу до Сієни. Приблизно в цей же час в Сієні перебував Рафаель, допомагаючи Пінтуріккіо з оформленням бібліотеки Пікколоміні, де скульптура була виставлена.